# 汪涵
汪涵（1974年4月7日—），本名汪建刚，出生于江苏苏州，籍贯江苏苏州，中国节目主持人，目前是湖南卫视主持人。

## 生平

### 主持
1996年，汪涵毕业於湖南广播电视学校播音班，起先在湖南卫视《男孩女孩》剧组工作，同年11月5日进入当时刚开播的湖南经济电视台，做了两年剧务、策划工作。直到1998年担任《真情对对碰》的主持人后，才从此开始了主持人的生涯，代表作有湖南卫视的《玫瑰之约》、《音乐不断歌友会》、《幸福双响炮》、《越策越开心》、《超级英雄》、《天天向上》、《金牌魔术团》等。在湖南卫视以外，汪涵曾主持央视《金牌妈妈》，优酷《火星情报局》等节目。他的风格诙谐幽默，喜欢用各地方言开玩笑。

### 其他
汪涵2011年起当选为湖南省政协委员；2015年12月前后被增补为中国民主促进会中央委员；2018年当选湖南省政协常务委员。2019年9月19日，湖南省监察委员会在长沙召开第一届特约监察员聘请会议，聘请汪涵担任特约监察员。2015年，汪涵发起并出资投入500万人民币的湖南方言调查“响应”计划启动仪式在长沙举办。他宣布将用5-10年的时间，组织10支调查研究团队，对湖南53个调查地方言进行搜集研究，并进行数据库整理。“录音下来后就可以提供给学者来进行研究。做完之后会捐献给湖南省博物馆作为永久性的保存。”2020年湖南省政协十二届三次会议上，汪涵等新闻出版界委员提交了集体提案《在湖南建设中国语言博物馆》，被列为省政协重点提案进行督办。2023年底，中国首座实体语言资源博物馆——中国语言资源博物馆落户湖南博物院。

## 争议

### “爱钱进”代言道歉
2016年，汪涵签约“爱钱进”代言，2020年7月1日，警方确认爱钱进已经被立案侦查，7月2日，汪涵在网络发布《关于代言“爱钱进”APP有关情况的声明》，在声明中给公众道歉。

### 购物直播被批
2020年11月20日，中国消费者协会发布《“双11”消费维权舆情分析报告》，指出某公司请汪涵直播卖货，开播费10万，当天成交1323台，退款1012台，退款率高达76.4%。对此，汪涵签约方银河众星回应称此为虚假信息，公司没有任何虚构数据或购买流量的行为，只是帮该电商平台账号做一次直播执行，没有必要去刷单。而平台方也介入调查，具体攻击源头还未查清。而爆料者白涛发布声明，称汪涵带货造假传闻属于虚假不实消息。

## 电视节目
- 2018年《野生廚房》——芒果TV
- 2017年 《火星研究院》——优酷网
- 2016年－2020年 《火星情報局》——优酷网
- 2016年－2017年 《我们來了》——湖南衛視
- 2016年－2018年、2023年－2024年 《我想和你唱第一季、第二季、第三季、第四季、第五季》--湖南衛視
- 2015年 《偶像來了》——湖南衛視
- 2013年 《快乐ELIFE》——腾讯视频 (客串)
- 2011年 《非常靠谱》——湖南卫视
- 2010年 《越淘越开心》——湖南卫视
- 2010年 《2009百度娱乐沸点年度盘点 》--湖南卫视&百度
- 2010年 《芒果训练营》——湖南卫视
- 2010年 《2010金芒果粉丝节》——湖南卫视
- 2009年 《韩熙载夜宴图》——北京大学[百周年纪念讲堂]
- 2009年 《金牌魔术团》——湖南卫视
- 2008年 《天天向上》 ——湖南卫视
- 2008年 担任《越策越开心》制片人——湖南经视
- 2008年 《劳伦斯颁奖盛典》——湖南卫视
- 2008年 《说出你的故事-特别节目》——湖南卫视
- 2008年 《天天向上》——湖南卫视
- 2008年 《以一敌百》——湖南卫视
- 2008年 《勇往直前》——湖南卫视
- 2007年 《魔幻达人》——湖南经视
- 2007年 《名声大震》——湖南卫视
- 2006年 《音乐不断歌友会》——湖南卫视
- 2006年 《越策越开心-上星版》 ——湖南卫视
- 2006年 《快乐成双》——湖南卫视
- 2006年 《津津乐道》——湖南卫视
- 2006年 《超级歌会》——湖南卫视
- 2005年 《金牌妈妈》——CCTV4
- 2005年 《夺宝奇兵》——广西电视台
- 2005年 《越策越开心》——湖南卫视
- 2005年 《剧风行动》——安徽卫视
- 2004年 《玫瑰之约》——湖南卫视
- 2004年 《心灵花园》——上海东方卫视
- 2004年 《音乐厨房》——湖南卫视
- 2003年 《音乐不断歌友会》——湖南卫视
- 2003年 《超级英雄》——湖南经视
- 2003年 《幸福双响炮》——浙江钱江都市频道
- 2002年 《越策越开心》——湖南经视
- 2002年 《火龙传奇》——上海生活时尚频道
- 2002年 《大家来欢乐》——河北卫视
- 2002年 《激情方向盘》——东方卫视
- 2001年 《福彩天地》——湖南经视
- 2000年 《幸运2000》——湖南经视
- 1999年 《幸运99》——湖南经视
- 1999年 《超级大赢家》——安徽卫视
- 1998年 《真情对对碰》——湖南卫视
- 1998年 《男孩女孩》 ——湖南经视
- 1998年 《玫瑰之约》--湖南卫视

## 活動演出

### 文艺晚会主持
- 2009年 《华彩聚三湘文艺晚会》——湖南卫视
- 2010年 《湖南省全民国防教育-文艺晚会》——湖南经视、湖南卫视

### 祈福與赈灾晚会主持
- 2010年 《永不放弃，向生命致意---大型赈灾晚会》——湖南卫视
- 2010年 《长沙银行--千心祈福晚会》--湖南经视&长沙银行

### 春节晚会主持
- 2010年 《2010年湖南春节晚会》——湖南卫视

### 選秀比賽主持
- 2005年 《超级女声-总决赛》——湖南卫视
- 2006年 《超级女声-总决赛》——湖南卫视
- 2006年 《超级女声-杭州/沈阳唱区》——湖南卫视
- 2007年 《快乐男声》——湖南卫视
- 2009年 《快乐女声》——湖南卫视
- 2009年 《2009珠江小姐总决赛》——佛山电视台
- 2010年 《快乐男声》——湖南卫视
- 2013年－2015年 《我是歌手》總決賽——湖南衛視

### 演唱会主持
- 2000年 第一届《金鹰电视艺术节巨星演唱会》
- 2001年 第二届《金鹰电视艺术节巨星演唱会》
- 2002年 第三届《金鹰电视艺术节闭幕式晚会》
- 2003年 第四届《金鹰电视艺术节明星演唱会》
- 2008年——湖南卫视《跨年演唱会》
- 2009年——湖南卫视《跨年演唱会》

### 大型國際漢語比賽
- 2008年，第七届《汉语桥》世界大學生中文比賽——由湖南卫视播出。
- 2010年，第九届《汉语桥》世界大學生中文比賽——由湖南卫视播出。

## 歌曲
- 《花花公子》，2006年

## 电影作品
| 年份   | 片名             | 备注                                   |
| 2008年 | 《十全九美》     | 合作演员：立威廉、黄奕、李湘、后舍男生 |
| 2018年 | 《第一次的离别》 | 担任总策划                             |

## 电视/网剧作品
- 2012 龙年三响炮 饰 船家
- 2013 快乐Elife (客串)
- 2021 理想照耀中国 饰 齐越
- 2021 百炼成钢 饰 李大钊

## 电视纪录片作品
- 2020 中国（第一季） 飾 接舆

## 书籍

### 合著
- 《搞怪大侠W》，湖南文艺出版社，汪涵，赖有賢，2007年，ISBN 9787540439668

### 专著
- 《有味》，广西师范大学出版社，2010年，ISBN 9787563393664